# Troisième arrondissement électoral du Nord (Lille) de 1821 à 1830
Le 3e arrondissement électoral du Nord était l'une des 8 circonscriptions législatives françaises que comptait le département du Nord pendant la Seconde Restauration.

## Description géographique et démographique
Le 3e arrondissement électoral du Nord était situé à la périphérie de l'agglomération Lilloise. Située entre les arrondissements d'Hazebrouck et de Douai, la circonscription est centrée autour de la ville de Lille. 
Elle regroupait les divisions administratives suivantes : Canton de Lille-Centre ; Canton de Lille-Ouest ; Canton de Quesnoy-sur-Deûle ; Canton de Lannoy ; Canton de Roubaix ; Canton de Tourcoing-Nord et le Canton de Tourcoing-Sud.

## Historique des députations
| Législature    | Début de mandat  | Fin de mandat    | Député élu                       | Parti politique        | Observations                                                       |
| -------------- | ---------------- | ---------------- | -------------------------------- | ---------------------- | ------------------------------------------------------------------ |
| 2e législature | 13 novembre 1822 | 24 décembre 1823 | Charles-Joseph-Augustin de Bully | Majorité ministérielle |                                                                    |
| 3e législature | 25 février 1824  | 5 novembre 1827  | Charles-Joseph-Augustin de Bully | Majorité ministérielle |                                                                    |
| 4e législature | 17 novembre 1827 | 31 mai 1830      | Charles-Joseph-Augustin de Bully | Majorité ministérielle | La chambre élue sera dissoute par le Roi Charles X le 16 mai 1830. |